# Geulhemmergroeve

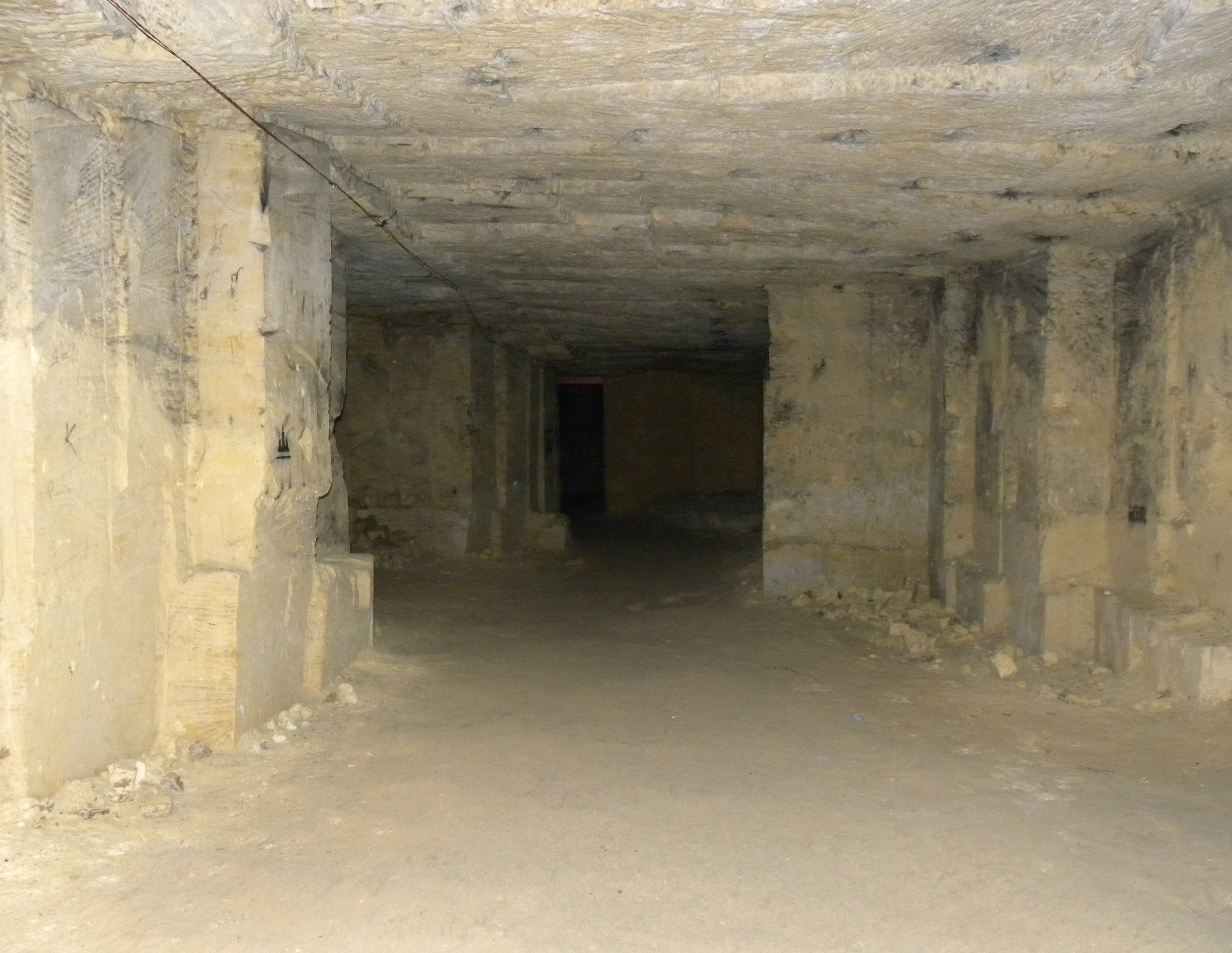
Ondergronds

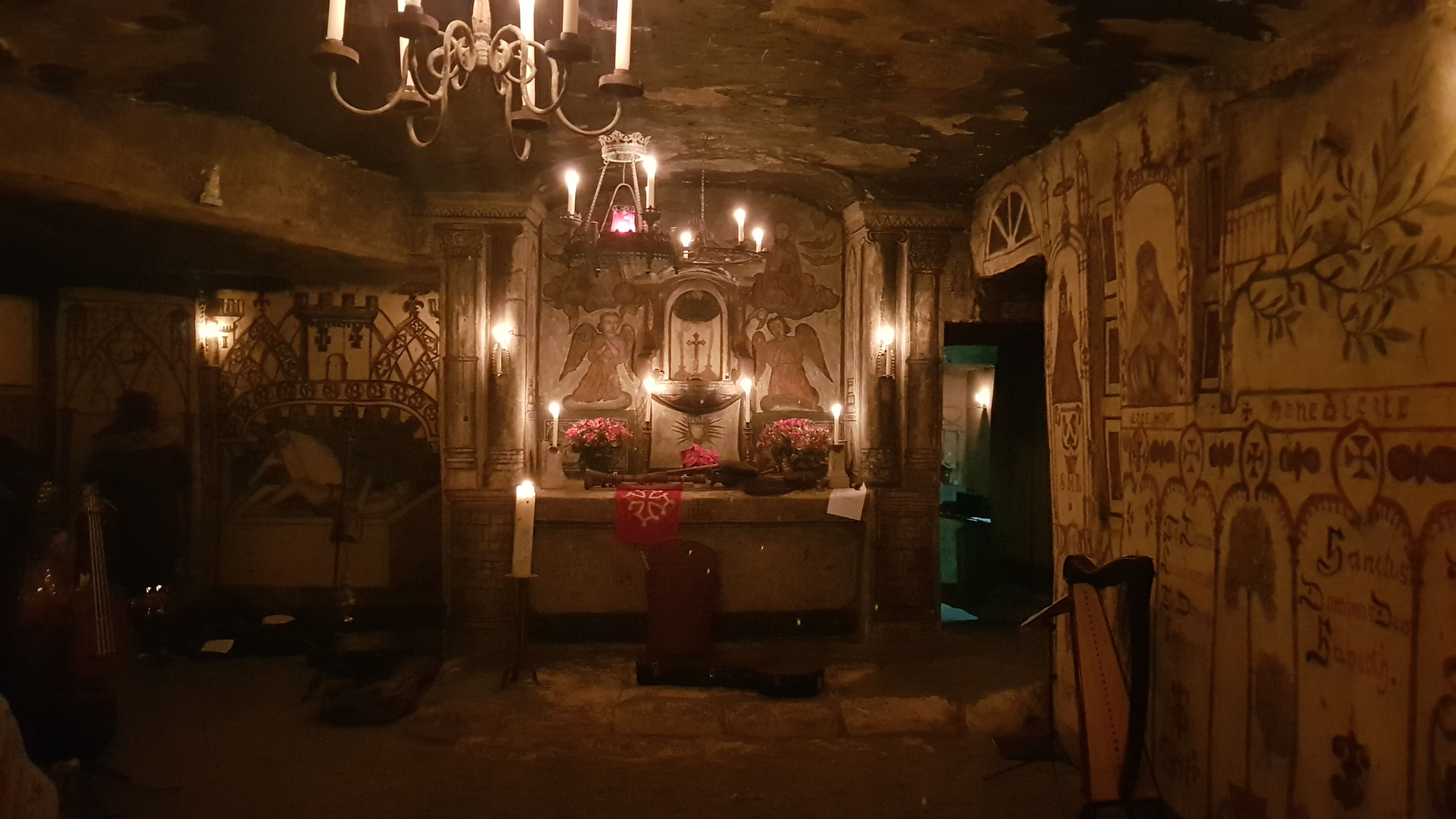
De kapel

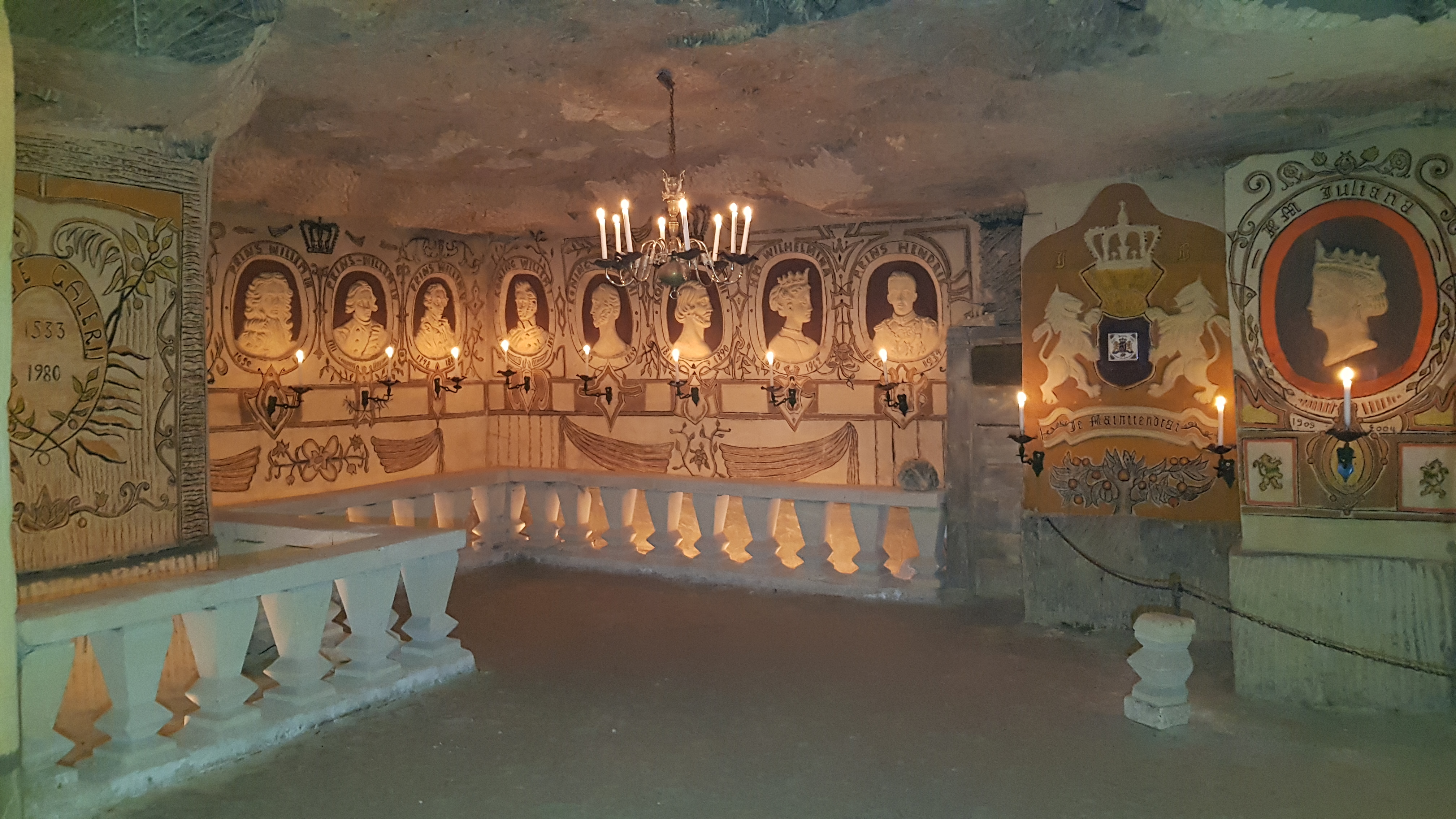
De Oranjegalerij

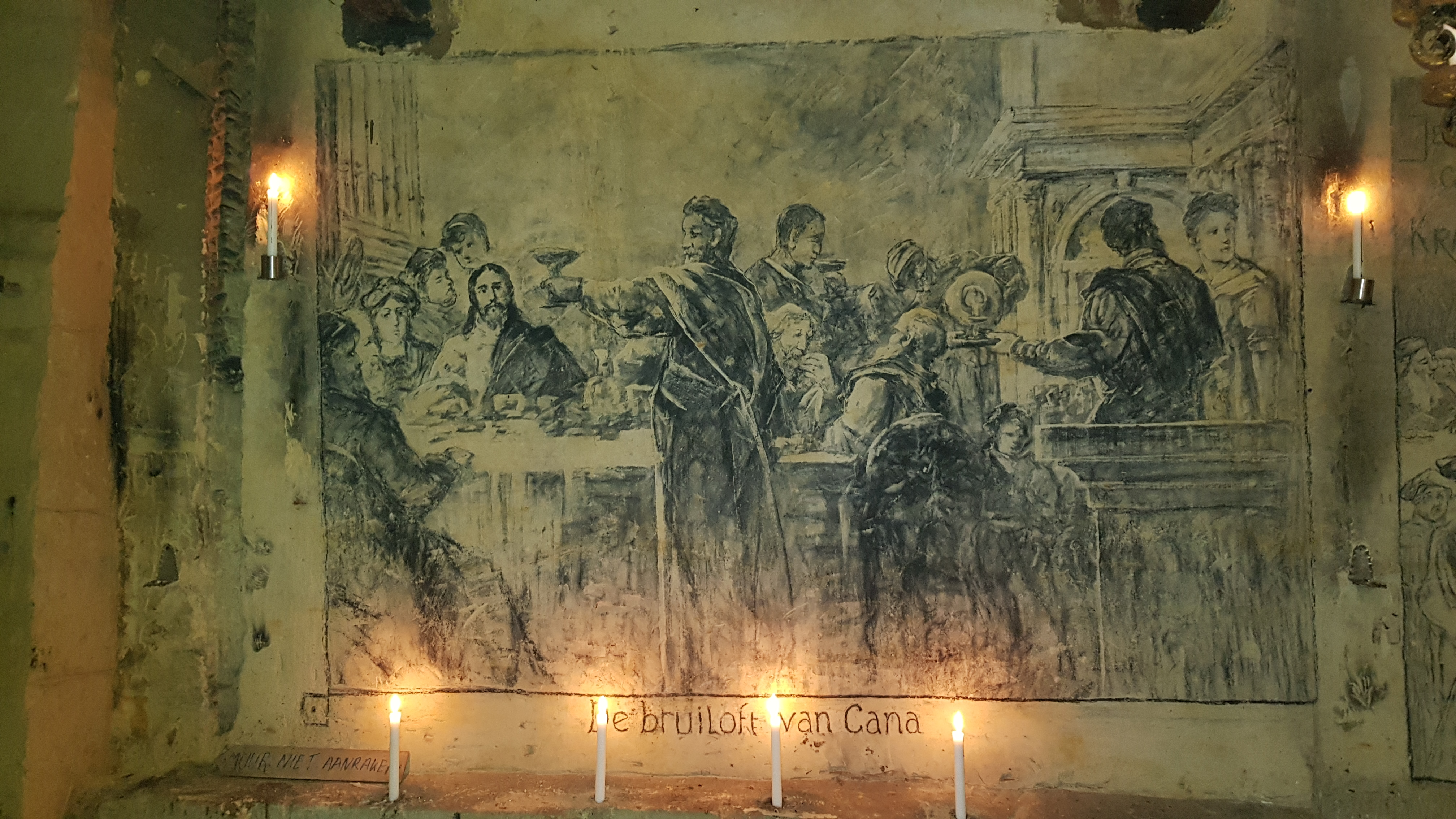
Een tekening op een muur

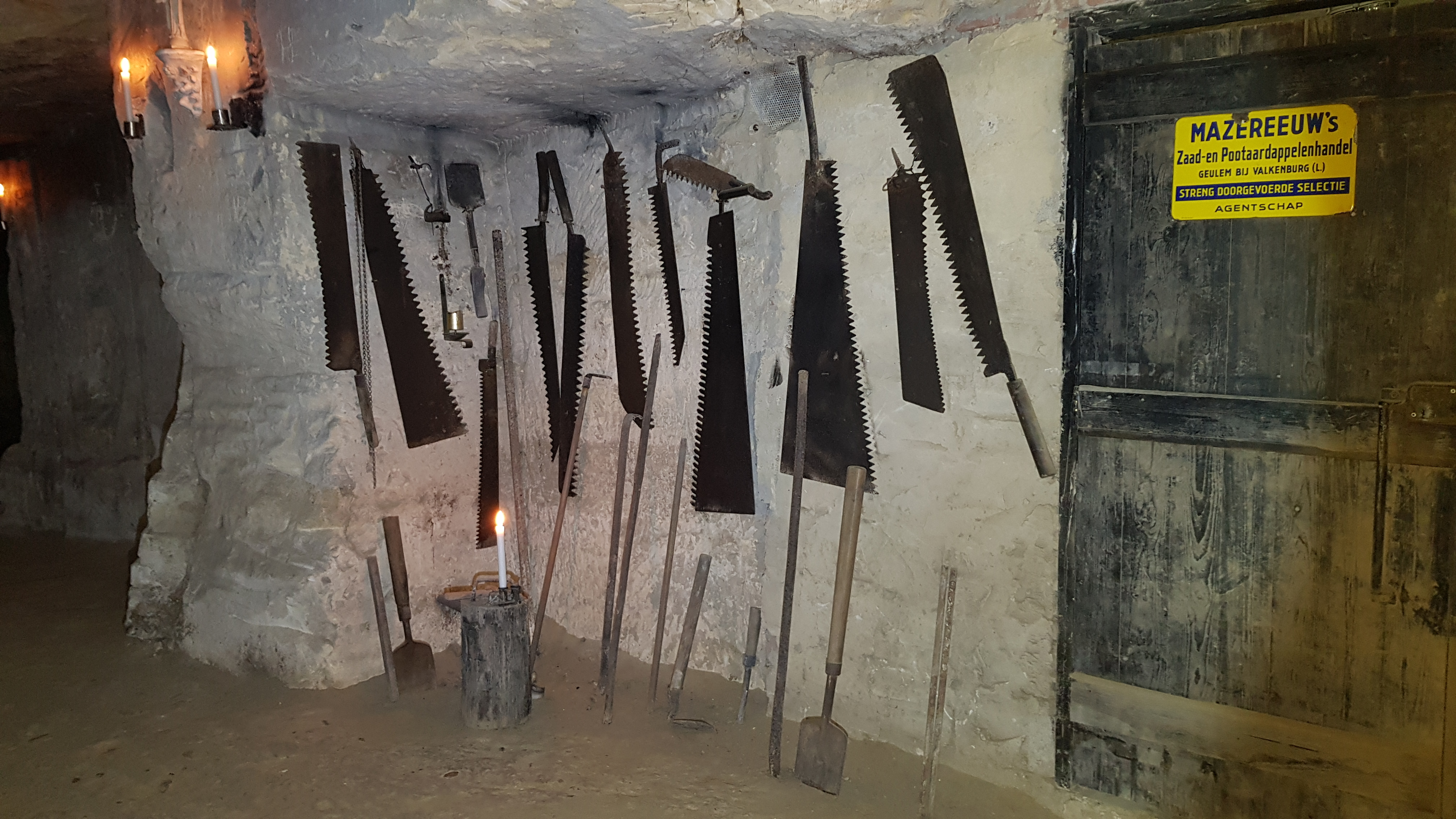
Zagen van blokbrekers aan de wand

De Geulhemmergroeve is een ondergrondse steengroeve waaruit vroeger door blokbrekers mergelsteen uit de bodem werd gehaald. De groeve bevindt zich in Geulhem in de Nederlandse gemeente Valkenburg aan de Geul. De groeve bestaat uit een onderaards gangenstelsel van ongeveer 25 kilometer. Door de eeuwen heen is ze in verschillende tijden door mensen in gebruik geweest als schuilplaats.
Jaarlijks zijn de Geulhemmergroeve en de rotswoningen voor het publiek geopend met Kerstmis, waarbij de ondergrondse ruimtes en gangen sfeervol verlicht zijn.
De Rotswoningen van Geulhem liggen op ongeveer 150 meter naar het noorden ten opzichte van de hoofdingang van de groeve. Verder naar het noorden heeft de dubbele rotswoning van Geulhem gelegen. De Amorgroeve ligt op ongeveer 260 meter ten noordoosten van de ingangen van de Geulhemmergroeve. Boven de groeve ligt het hellingbos Bergse Heide.

## Geschiedenis
Sinds 17 mei 1971 ligt het beheer van de Geulhemmergroeve bij vrijwilligers. Op 25 november 1976 is er ten behoeve van het beheer en de instandhouding van de Geulhemmergroeve en de nabijgelegen rotswoningen een stichting opgericht: "De Rotswoning".

## Ondergrondse ruimtes
In de groeve zijn er door de tijd allerlei muurschilderingen aangebracht en bevinden zich er verschillende ruimtes, te weten:
- Schuilkapel uit de tijd van de Franse Revolutie
- Blokbrekermuseum
- Oranje Galerij met medaillons van het huis van Oranje
- Fossielenmuseum

### Kapel
In de groeve bevindt zich onder meer een historische schuilkapel die dateert uit de Franse overheersing. In november 1794 veroverden de Fransen vestingstad Maastricht en lijfden tegelijk de wijde omgeving mee in de Franse Republiek. De Fransen sloten vele kloosters en alle priesters waren verplicht om de eed van getrouwheid aan de Republiek en de constitutie af te leggen om daarmee de loyaliteit te tonen ten aanzien van de Franse overheersers. In Zuid-Limburg weigerden vele priesters deze eed af te leggen en gingen ondergronds, figuurlijk, maar ook letterlijk in de schuilkapel in de Geulhemmergroeve. Een van hen was de pastoor Joannes Schepers van Berg en Terblijt, sinds 1774 pastoor van deze parochie. Zijn kerk werd met een gerechtelijk bevel gesloten en dook onder in de ondergrondse groeve. In het geheim werd er door een inwoner van Berg en Terblijt, Joannes Claessen, een kapel uitgehakt in de Geulhemmergroeve. Hier werden twee jaar lang H-missen opgedragen. Ook werd er in de groeve de jaarlijkse processie gehouden.
In 1801 keerde de pastoor terug naar de kerk in het dorp. In 1803 overleed hij.

### Oranje Galerij
In 1907 werd er in de Geulhemmergroeve door beeldhouwer Lamour en kunstschilder Hartigh de Oranje Galerij gemaakt. Deze galerij bestaat uit houtskool-muurschilderingen en medaillons van mergel met portretten van de Oranjes. De portretten van koninginnen Juliana en Beatrix zijn later door de stichting gemaakt. In 1997 zijn de medaillons verplaatst naar een andere plek in de groeve vanwege instortingsgevaar.

## Trivia
De ingang op de foto werd gebruikt als ingang van de Grot in Bassie & Adriaan: De Diamant. De binnenopnamen werden echter gemaakt in de Gemeentegrot in Valkenburg.

## Geologie
De Geulhemmergroeve is uitgehouwen in de Kalksteen van Meerssen in de Formatie van Maastricht. Op enkele plaatsen is aan de bovenrand van de gangen de Horizont van Berg en Terblijt te zien die in Zuid-Limburg de Krijt-Paleogeengrens is. De horizont vormt in de groeve de bovenzijde van de ontginning die hier door blokbrekers heeft plaatsgevonden. Door de aanwezige klei is het onbruikbaar als bouwmateriaal, zodat blokbrekers deze laag meden en eronder bleven. Op bepaalde plaatsen is de kleilaag dikker en daar is in de groeve het plafond ingestort.